# Mehr (Kranenburg)
Mehr is een dorp in de Duitse gemeente Kranenburg Op 1 januari 2018 telde Mehr 542 inwoners op een oppervlakte van 844 hectare. Op 1 januari 2016 telde het dorp 541 inwoners. Het ligt in de Duits-Nederlandse streek de Duffelt.
De oudste datering van het dorp dateert uit 720. Mehr dankt zijn naam aan een in de dertiende eeuw drooggevallen binnenmeer. In de middeleeuwen en de eerste tijd daarna behoorde het dorp tot het ambt Düffel. Sinds 1969 valt het onder de gemeente Kranenburg. Bezienswaardigheden zijn de St. Martinuskerk die teruggaat tot 1290, de molen en de Burcht Zelhem uit de vijftiende eeuw.

## Verenigingen
- Koor: Kath. Kirchenchor Mehr[2]
- Postduifvereniging: Brieftaubenverein "Grenzlandbote Mehr"[3]
- Schutterij: Schützenverein Mehr[4]
- Theatergroep: Bühnenfreunde Mehr[5]
- Voetbalvereniging: Sportverein "DJK" Mehr-Niel[6]

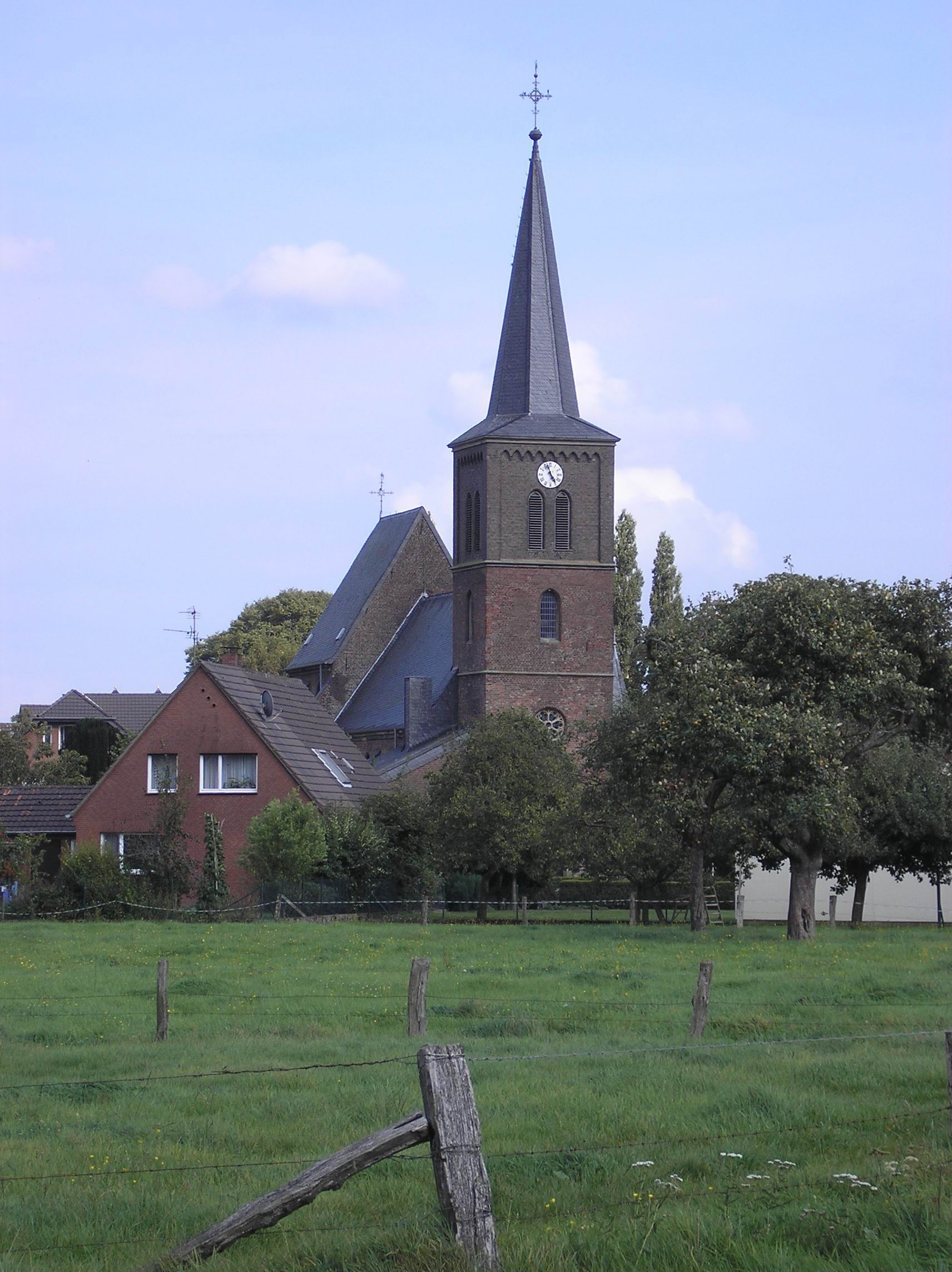
De St. Martinuskerk
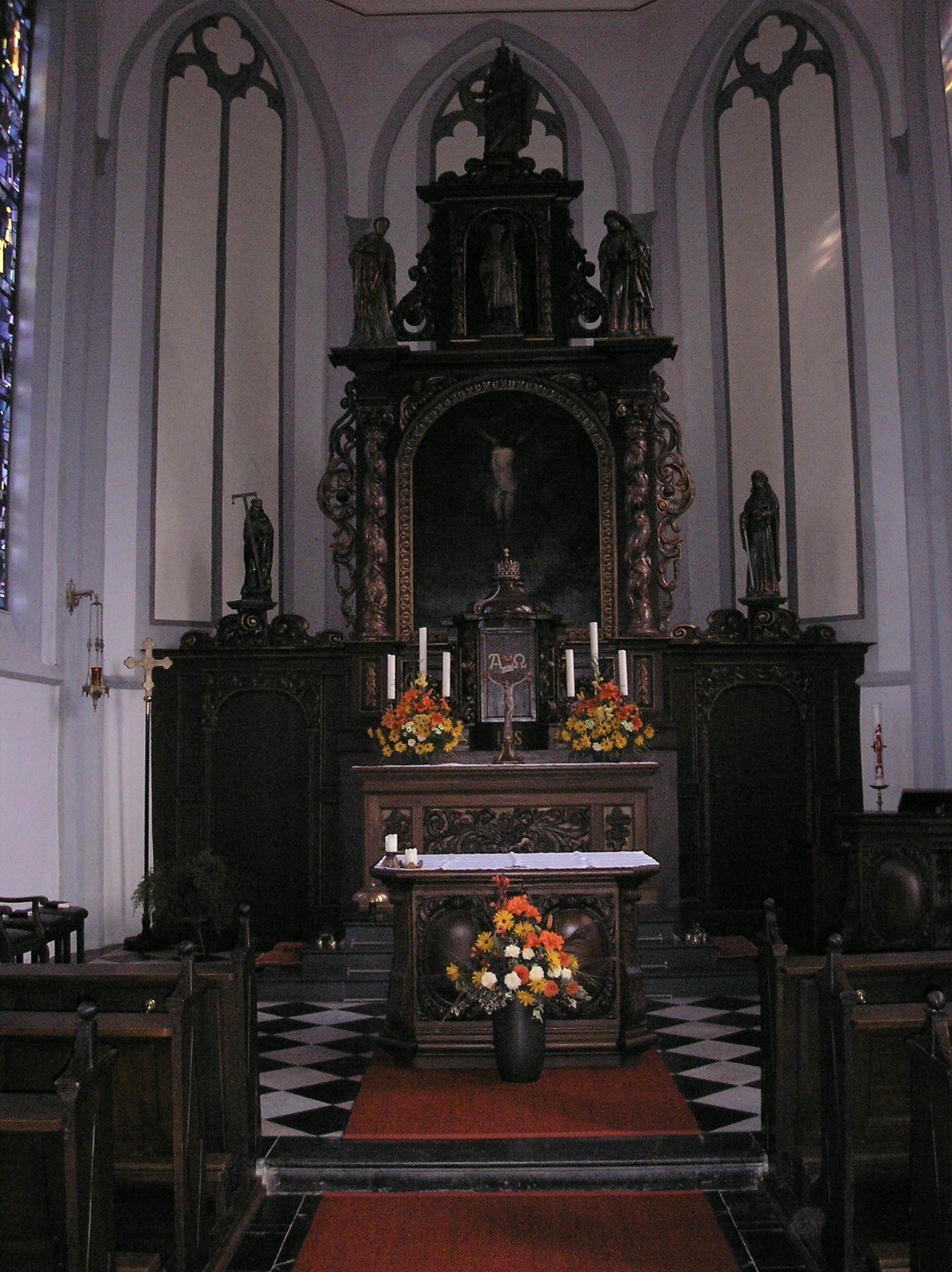
Barokke hoogaltaar in de St. Martinuskerk
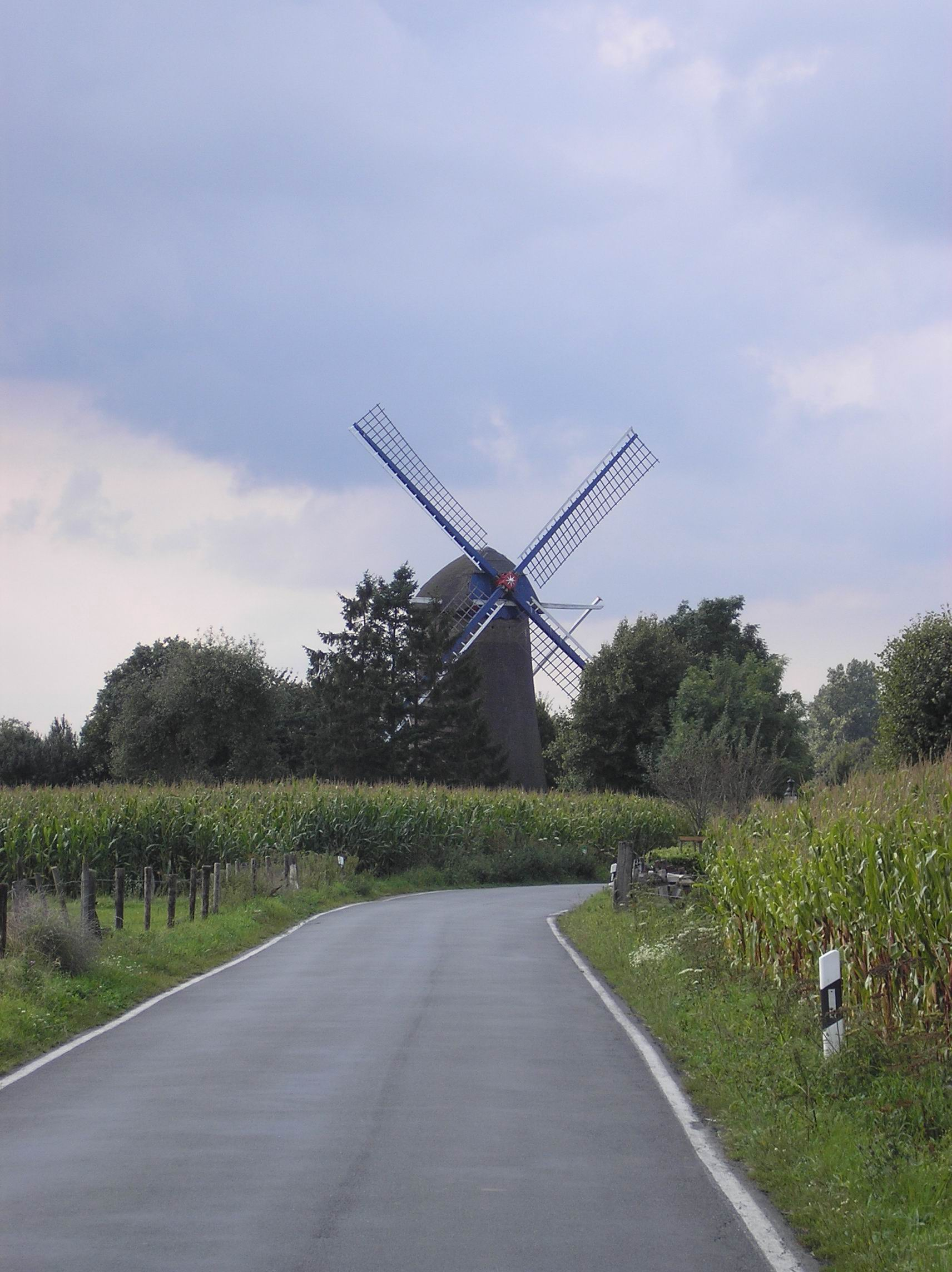
De molen
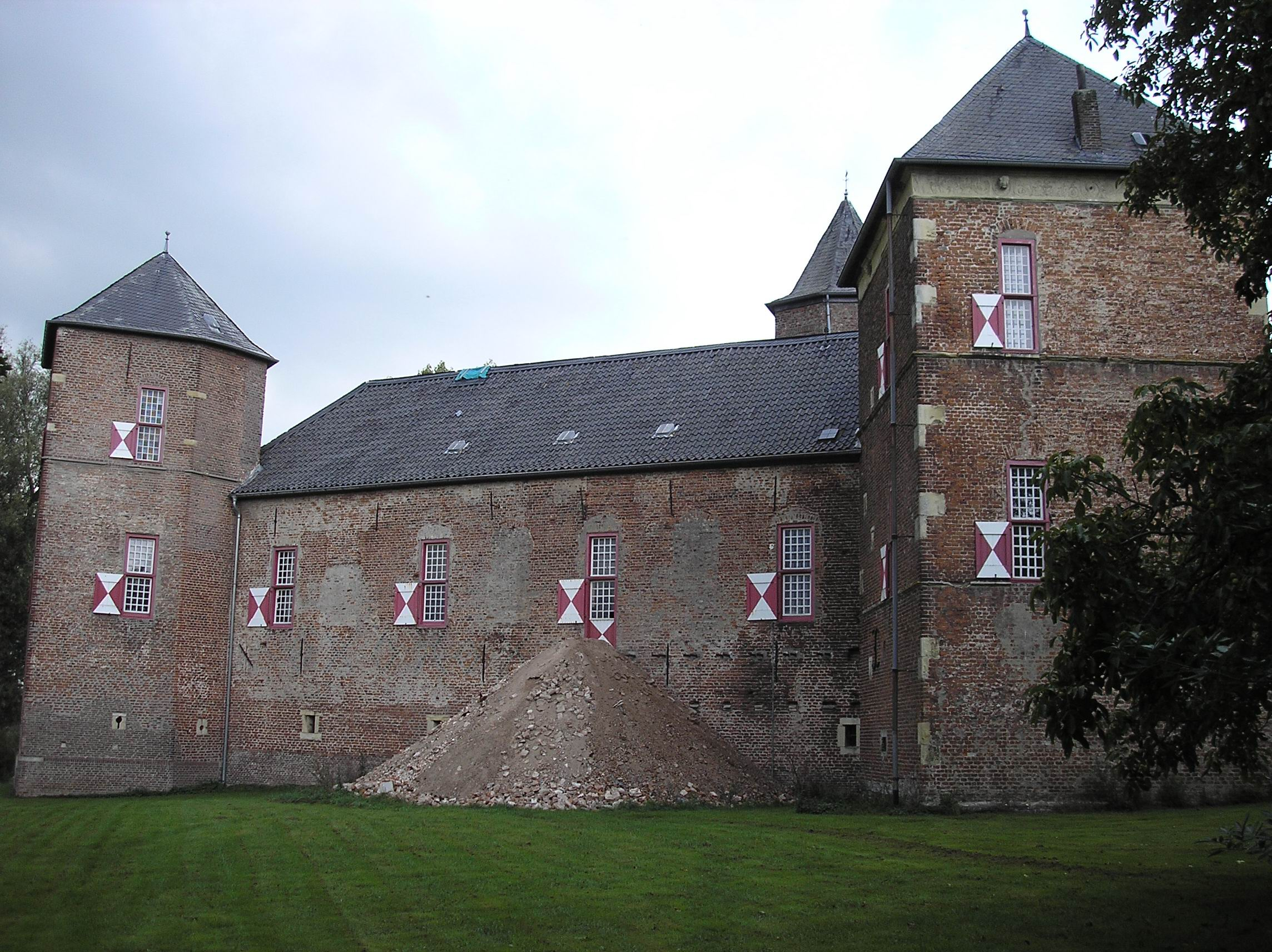
Burcht Zelhem
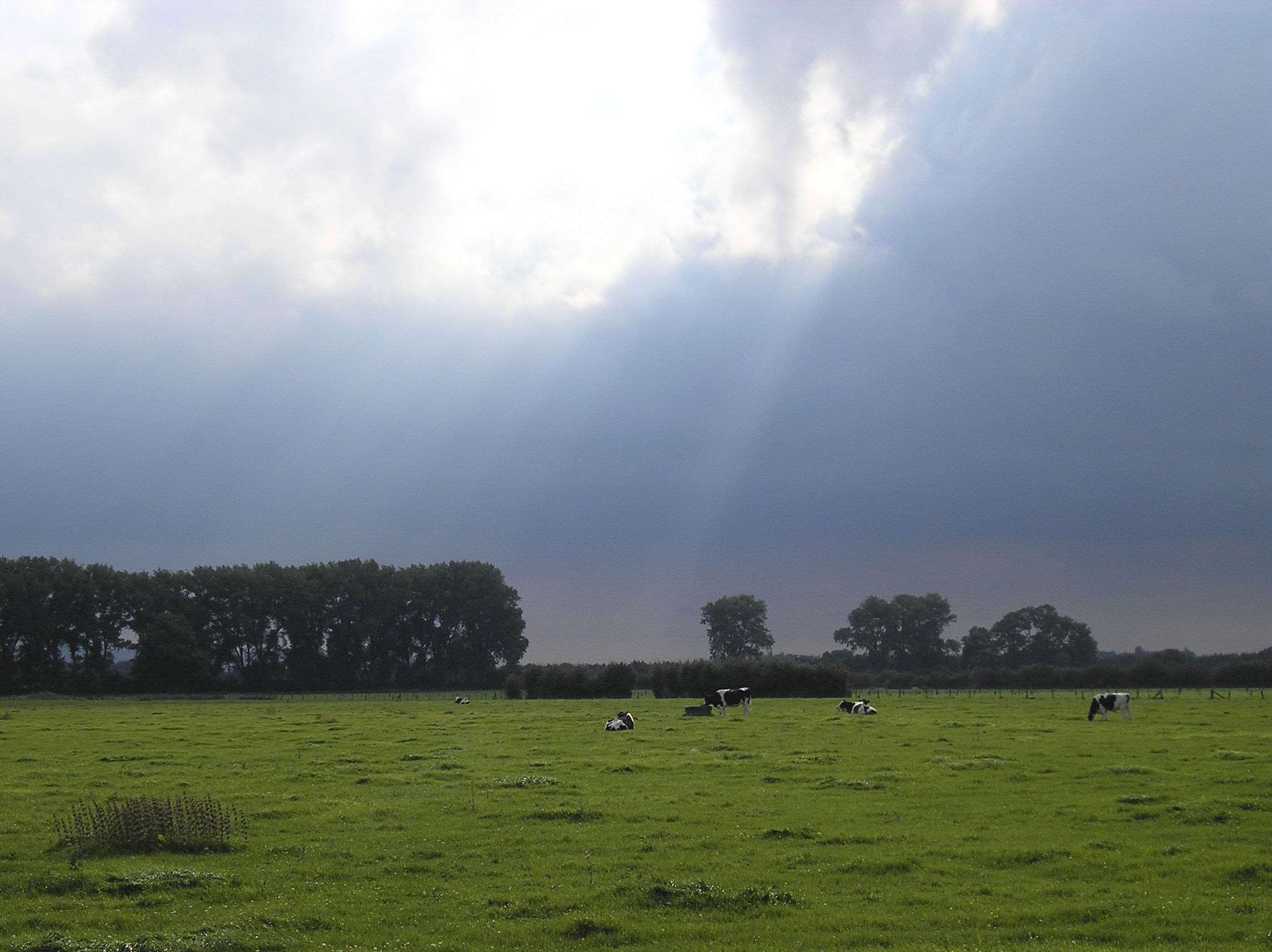
Omgeving van Mehr

Frasselt · Grafwegen · Kranenburg · Mehr · Niel · Nütterden · Schottheide · Wyler · Zyfflich